# Osiek (gmina, Sainte-Croix)
Osiek est une gmina mixte du powiat de Staszów, Sainte-Croix, dans le centre-sud de la Pologne. Son siège est la ville d'Osiek, qui se situe environ 21 km à l'est de Staszów et 71 km au sud-est de la capitale régionale Kielce.
La gmina couvre une superficie de 129,3 km2 pour une population de 7 904 habitants.

## Géographie
Outre la ville de Osiek, la gmina inclut les villages de Bukowa, Długołęka, Kąty, Łęg, Lipnik, Matiaszów, Mikołajów, Mucharzew, Nakol, Niekrasów, Niekurza, Ossala, Ossala-Lesisko, Pliskowola, Strużki, Suchowola, Sworoń, Szwagrów, Trzcianka, Trzcianka-Kolonia et Tursko Wielkie.
La gmina borde les gminy de Baranów Sandomierski, Gawłuszowice, Łoniów, Padew Narodowa, Połaniec, Rytwiany et Staszów.